# Carlotta Patti
Carlotta Patti, född den 30 oktober 1835 i Florens, död den 27 juni 1889 i Paris, var en italiensk sångerska. Hon var dotter till tenorsångaren Salvatore Patti och Caterina Barili samt syster till Amelia och Adelina Patti. Från 1879 var hon gift med violoncellisten Ernest Demunck. 
Carlotta Patti studerade först pianospel för Henri Herz i Paris, men ägnade sig sedermera åt sångstudier och debuterade 1861 i New York. Ett olycksfall, som gjorde henne halt, tvang henne snart att överge skådebanan, men som koloratursångerska med ovanligt hög sopran skördade hon lagrar under flerfaldiga konsertresor i Europa (Sverige 1868, Helsingborg 1873), Amerika och Australien.